# 64 Künste

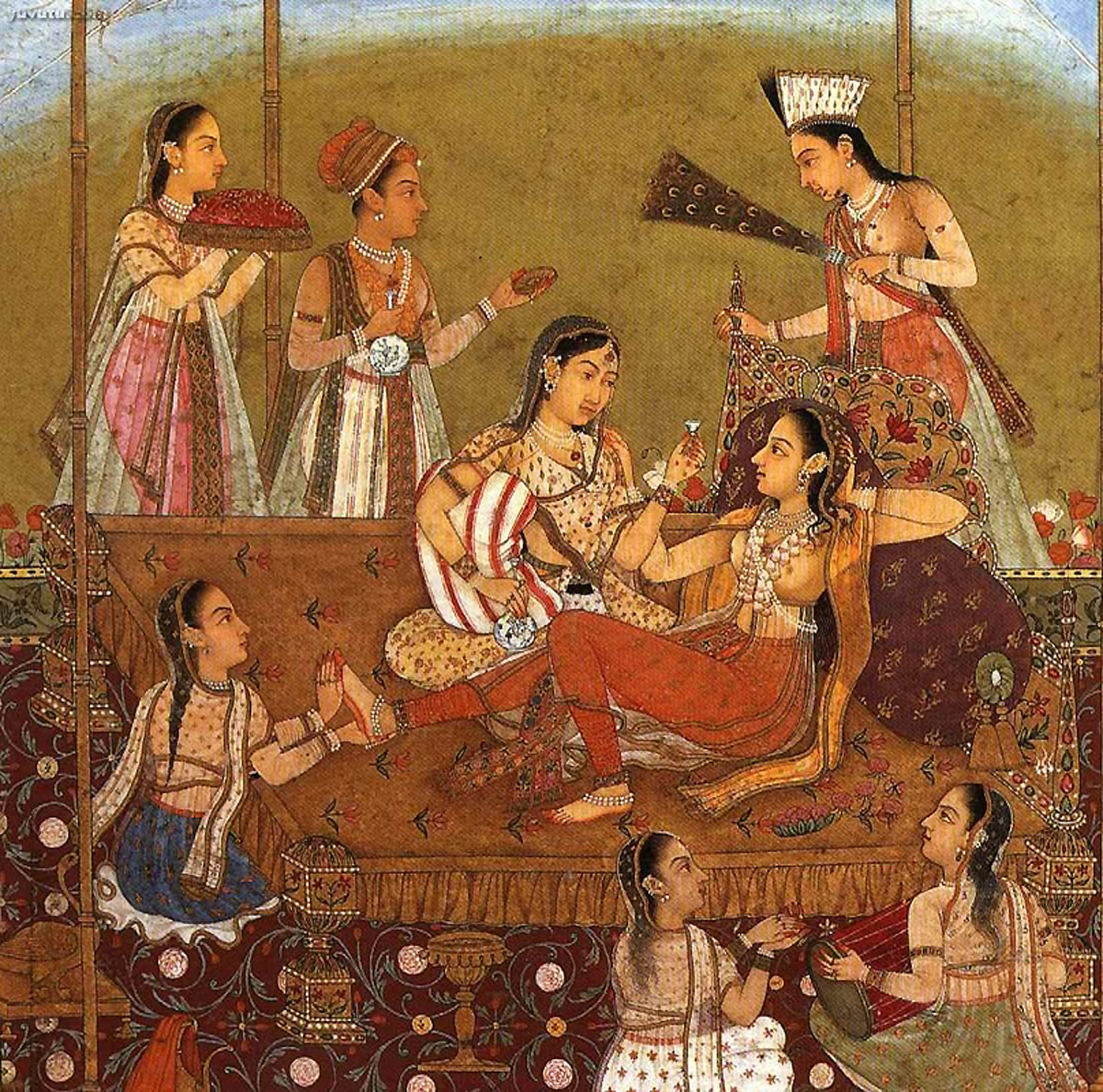
Gesellschaft im Haus eines „Lebemannes“ während der Begrüßung eines weiblichen Gastes

Die 64 Künste sind eine Sammlung von Kompetenzen und Handlungsweisen, die im Kamasutra des Vatsyayana Mallanaga erwähnt sind und somit als ein in die Zeit der Jahrtausendwende zwischen 200 vor Christus und 500 nach Christus datierbarer Kodex aufgefasst werden können. Er kam vor allem in Partnerbeziehungen zur Geltung, doch waren die 64 Künste grundlegend als allgemeines gesellschaftliches Bildungsideal zur Gestaltung von harmonischem Sozialverhalten. „In der Gattung der Kāmaśāstras, der Lehrbücher über die Sexualität, gibt es heute kein älteres als das Buch Vātsyāyanas.“ Und so fanden die 64 Künste auf diesem Weg weite Verbreitung.

## Erwähnung im Kamasutra
Im ersten Buch des Kamasutra, im dritten Kapitel, ist bereits im Titel – „Die Erotik und die 64 Künste“ die enge Verbindung zur Mann–Frau–Beziehung gesetzt – Vātsyāyana laut Gunturu: die 64 Künste, „die Männer und Frauen um der Erotik willen beherrschen sollten.“
Vātsyāyana verweist darauf, dass „Männer sowie Frauen das Dharmaśāstra, das heißt die sakralen und profanen Gesetze, sowie seine Nebenfächer sowie das Arthaśāstra, die den Reichtum und die Macht betreffende Wissenschaft und ihre Nebenfächer (studieren).“ Gunturu: „Dass auch Frauen studieren sollten geht aus den Aphorismen I.2.1/2 hervor.“ Vātsyāyana selbst schränkt unter Einbezug des Erlernen der 64 Künste ein, dass „auch Mädchen […] bis zu ihrer Eheschließung diese Wissenschaften erlernen (sollten), und danach sollten sie nur mit dem Einverständnis ihres Mannes weiter studieren.“

### Erlernen der 64 Künste
Männer wurden von Gurus angeleitet, Frauen lernten „das Kamasutra und seine Techniken“ nur von anderen Frauen, als Beispiele: „eine vertrauenswürdige Busenfreundin, die bereits mit einem Mann Liebe gemacht hatte, eine Freundin mit entsprechender Erfahrung, eine jüngere Schwester ihrer Mutter, eine alte Dienerin, die genauso liebevoll und vertrauenswürdig war wie die Tante, eine Bettelnonne oder die eigene ältere Schwester, wenn sie sich gut verstanden.“
Der Begriff „Kunst“ – so Vanamali Gunturu – bedeute „die Fertigkeit, Männern und Frauen eine Freude zu bereiten und so die Verführung zu bewerkstelligen. […] Insofern ist Kunst bloß ein Mittel und der Zweck ist, von der Warte des Kāmasūtras ausgesehen, die Erotik.“
Im Kamashastra – den Lehrbüchern der „Liebeswissenschaft“, deren ältestes das Kamasutra ist –, sind als einem „Nebenbereich“ Tanz, Gesang und Instrumentalmusik zugeordnet, die in den 64 Künsten aufgehen, dabei bedeutet Tanz auch „Schauspielkunst und Theateraufführungen […], die Kunst der Verkleidung und auch die Kunst der Täuschung durch Verkleidung gehören dazu.“ Ähnlich weit gefasst sind Malerei und Dekoration, des Weiteren die Verschönerung des Körpers durch Kleidung und Schmuck, Kenntnis im Umgang mit Edelsteinen, die Zubereitung verschiedener Parfüms und Näharbeiten. „Die beste Zierde eines Menschen ist jedoch eine gepflegte Sprache. Daher sind viele Künste der Erotik mit Sprache und literarischen Tätigkeiten verbunden.“ Weiter die Kenntnis von Spielen, das Kochen und die Zubereitung verschiedener Getränke, die Heilkunde, die Kunst des Wohnens und auch „übersinnliche Mittel und Methoden“. Und „wer Anstandsregeln beherrscht, fühlt sich in der Gesellschaft von Männern und Frauen wohl.“

## Die 64 Künste (Auflistung)
1. Gesang;
2. Instrumentalmusik;
3. Tanz;
4. Malerei;
5. Aus Blättern Schablonen schneiden, mit denen Frauen ihre Körperglieder und Stirn bemalen;
6. Rangoli – Anfertigung kunstvoller Muster am Boden mit Reismehllinien und Blumen;
7. Dekoration von Räumen und Betten mit Blumen;
8. Färben von Zähnen, Kleidung und Körperteilen;
9. Mit Einlegearbeiten den Fußboden verzieren;
10. Betten herrichten in Anbetracht der Temperaturunterschiede der verschiedenen Jahreszeiten;
11. Wasserinstrumente spielen;
12. Wasserspiele spielen und Wasser zum Spaß spritzen;
13. Überraschende Fähigkeiten besitzen;
14. Mit Blumen verschiedene Kränze und Sträuße binden;
15. Das Verzieren von Stirn und Kopf mit Blumen;
16. Verschönerung des Körpers durch Kleidung und Schmuck unter Berücksichtigung des Landes und der Zeit;
17. Verzierung der Ohren mit unterschiedlichem Ohrschmuck aus Elfenbein;
18. Zubereitung unterschiedlicher Parfüms;
19. Schmuck an verschiedenen Körperstellen anbringen;
20. Magie;
21. Beherrschung der Kaucumara-Methoden;
22. Fingerfertigkeiten;
23. Kochkunst;
24. Zubereitung verschiedener alkoholischer und nichtalkoholischer Getränke;
25. Näharbeiten;
26. Spiele mit Fäden zur Belustigung;
27. Das Saiteninstrument Vina und die Trommel spielen;
28. Doppeldeutige Gedichte verfassen;
29. Rezitationsspiele;
30. Hersagen schwer aussprechbarer Worte;
31. Vorlesen von Büchern zur Unterhaltung und Freude;
32. Die Fähigkeit, Dramen und Erzählungen zu lesen und zu verstehen;
33. Das Ergänzen unvollständiger Verse;
34. Aus Rohr Stühle und Matten flechten;
35. Drechseln und Holzarbeiten;
36. Holzschnitzerei
37. Baukunst und Wissenschaft der Einrichtung des Wohnhauses;
38. Kenntnisse von Edelsteine und Währungen;
39. Kenntnisse von Dhātus, den drei wichtigsten Bestandteilen des Körpers;
40. Kenntnisse von Beschaffenheit und den Farben der Edelsteine;
41. Pflanzenheilkunde;
42. Die Kenntnisse von Wettkämpfen zwischen Widdern, Hähnen und Wachteln;
43. Papageien und Predigerkrähen das Sprechen beibringen
44. Kopf- und Körpermassage;
45. Beherrschung der Zeichensprache;
46. Kenntnisse von verschlüsselten Sprachen;
47. Kenntnisse der verschiedenen Sprachen eines Landes;
48. Verzieren der Wagen und Sänften mit Blumen;
49. Beherrschung der Omenkunde;
50. Kenntnisse vom Bau mechanischer Einrichtungen;
51. Fotografisches Gedächtnis;
52. Fähigkeit mit einer Gruppe etwas zu rezitieren;
53. Fähigkeit, Gedichte aus dem Stegreif vor Publikum zu verfassen;
54. Kenntnisse von Lexika;
55. Kenntnisse vom Versmaß;
56. Kenntnisse von Ziermitteln der Dichtung;
57. Die Kunst des Betrugs durch Verkleidung;
58. Die Kunst der Verkleidung;
59. Das Beherrschen verschiedener Glücksspiele;
60. Würfelspiel
61. Kinderspiele;
62. Beherrschen der Anstandsregeln;
63. Kenntnisse von Erfolgsstrategien;
64. Kenntnisse von Körperübungen.[4]

## Historischer Kontext
In der möglichen Lebenszeit Vātsyāyanas befand sich Rom auf dem Weg zur Beherrschung der Mittelmeerregion und des europäischen Kontinents bis hin zur Auflösung des Imperium Romanum und der beginnenden Herrschaft germanischer Völkerschaften.
In diesem Zeitraum war auch in Indien eine städtische Kultur entstanden. „Der Staat wurde von einem König mit seinem bürokratischen Apparat geprägt.“ Die Gesellschaft war „durch Arbeitsteilung und Berufsauffassung so organisiert, dass die Menschen Freizeit hatten die sie für die schönen Künste, für Musik, Theater, Malerei, Reisen, Ausflüge und Spaziergänge nutzten.“ 
Der Unterschied zu den zeitgenössischen, europäisch-antiken Verhältnissen liegt darin, dass die wichtigen Religionen, der Hinduismus und der Buddhismus, „ihre Blütezeit bereits hinter sich (hatten), sie waren im Verfall begriffen: Die Menschen hatten der Religion gegenüber eine weitgehend entspannte, pragmatische und aufgeklärte Einstellung eingenommen. Um die letzten Wahrheiten ihrer Religion kümmerten sich die Menschen nur wenig.“ Auch bei religiösen Anlässen hielten Männer und Frauen Ausschau nach möglichen Liebespartnern. Gerade die freizügigen buddhistischen Nonnen „seien für die Einweihung der Jungfrauen in die Kunst der Erotik am besten geeignet, schreibt Vātsyāyana in seinem Buch.“ In diesem Klima, so will es der Autor vermitteln, galt „Erotik als höchster Wert und als höchstes Gut“ – und war „Grundsatz des Kamāsūtra.“ Der moderne Autor Vanamali Gunturu stellt seinem Ratgeber das Zitat aus III. 2. Sūtra 6 voraus: „Frauen sind wie Blumen, sie lassen sich nur zart umwerben.“